# Domenico Colombo
Domenico Colombo (en français Dominique Colomb, Domenego Corombo en génois), né en 1418 et mort en 1496 est le père des navigateurs Christophe et Bartolomeo Colomb. Il exerçait le métier de tisserand et appartenait à la classe moyenne de son époque.
On considère que la ville de Saint-Domingue, sur l'île d'Hispaniola (actuelle République Dominicaine) où son fils Christophe s'installe pour la première fois au Nouveau Monde, a été nommé d'après lui. Bien que, d'autres soutiennent que Bartholomé, indécis du nom, a vu dans le calendrier que le 8 août a été consacré à Dominique de Guzmán.

## Biographie
Domenico est né en 1418. Il avait trois frères, nommés Franceschino, Giacomo et Bertino.

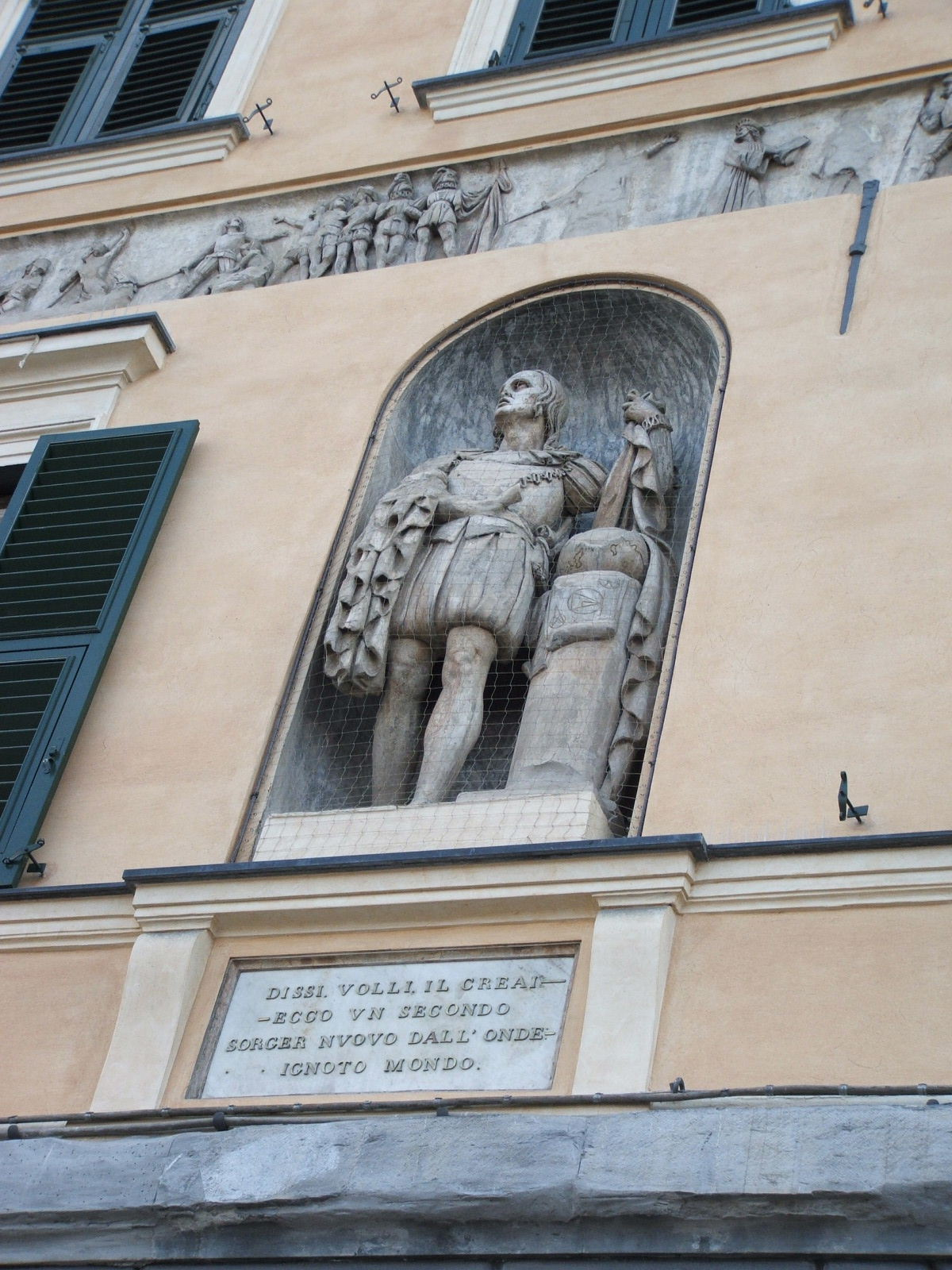
Statue du fils de Domenico, Christophe Colomb

Son père, Giovanni Colombo, lui avait enseigné le métier de tisserand à l'âge de 11 ans. Domenico, qui appartient à la troisième génération de maîtres artisans dans la ville de Gênes, est aussi un commerçant. Son statut social est sûr et respectable, correspondant à celui de la classe moyenne-inférieure, mais il ne respecte aucun code de travail. Bien que piètre fournisseur, il est en général apprécié dans sa communauté.
Dans la ville de Gênes, agitée mais propice aux entreprises, il est tour à tour fromager, tavernier et marchand de laine et de vin. Il épouse Susanna Fontanarossa et leur premier enfant est Christophe, né en 1451, viendront ensuite Giovanni Pellegrino, Bartolomeo, Giacomo, et une fille Bianchinetta.
Quand il se retrouve en difficulté, il reçoit le soutien financier de Christophe, son aîné. Abandonnant leurs métiers de tisserands, ce dernier et son frère Bartolomeo deviennent marins. On peut imaginer que si Domenico avait connu la prospérité, Christophe serait sans doute resté tisserand toute sa vie.
Domenico a pour belle-fille Filipa Moniz Perestrelo et ses petits-fils sont Diego et Fernand Colomb Il avait aussi une petite-fille naturelle, Maria.